# Benito Doblado
Benito Doblado Velázquez (Lebrija, 14 marzo 1971) è un ex cestista spagnolo.

## Palmarès
- Copa Príncipe de Asturias: 1

Saragozza: 2004